# 竹内清之助
竹内 清之助（たけうち せいのすけ、1881年（明治14年）5月5日 - 1968年（昭和43年））は、日本の政治家。戸畑市長（2期）。
福岡県会の副議長を務めた。

## 略歴
- 1903年 新聞取次業を始める。
- 1912年 戸畑商工会評議員に当選。以来勤続20年8ヶ月。
- 1917年 戸畑町会議員当選。
- 1924年 戸畑市会議員当選。
- 1927年 福岡県会議員当選。
- 1929年 戸畑産業共進会会長就任。
- 1932年 戸畑商工会議所議員。
- 1945年 福岡県会副議長に就任[2]。
- 1947年 初の戸畑民選市長当選。2期8年就任。
- 1968年 逝去。